# Chris Thomas King
Chris Thomas King, (Baton Rouge, 1964. október 14. vagy 1962. október 14. –) kétszeres Grammy-díjas amerikai blueszenész, színész; New Orleans, Louisiana.
King Tabby Thomas blueszenész fia. Korai felvételei Chris Thomas néven jelentek meg. Elnyerte a Grammy-díjat és a „Country Music” díjat, köztük az „Év albuma” díjat is. King több mint 10 millió lemezt adott el az Egyesült Államokban.

## Pályafutása
King a rap/blues fúzió úttörője. Az első blues-koncepciójú albuma az 1990-es évek elején született meg „21st Century Blues” címmel.
Az 1990-es évek elején megalapította a 21st Century Blues Records-ot. A 21st Century Records 2003-ban szerződtette a New Orleans Ninth Ward duót és a 21C-B-Boyz-t és a londoni NuBlues-t.
King színészi karrierje több filmben is kiemelkedő szerepet kapott, köztük két zenével kapcsolatos filmben is. Az Oscar-díjas „Ray” című filmben a zenekarvezetőt Lowell Fulson bluesgitárost alakítja. A gyártás során King együttműködött Ray Charles-lal a film értékelésekor.
King az „O Brother, Where Art Thou?” című filmben egy képzett bluesgitárost alakít. A filban a blueszenészek, Tommy Johnson és Robert Johnson állítólag eladták lelküket az ördögnek. King a filmben szereplő Soggy Bottom Boys zenekart is gitáron kíséri. A „Skip James Hard Time Killing Floor Blues” című dalt élőben rögzítették, és bekerült a film Grammy-díjas filmzenébe.
King szerepelt a Wim Wenders „The Soul of a Soul of a Man” című filmjében is, a nyomozó szerepében Steven Seagallal.
King Tommy Johnson, gitáros szerepét játssza a Coen testvérek 2000-es „O Brother, Where Art Thou?” című filmjében. A „Down from the Mountain” és a „More Music from Ray” filmzenéiben is szerepel.
2021. júniusában jelent meg King „The Blues: The Authentic Narrative of My Music and Culture” című könyve. A könyve azt mondja, hogy a blues és a rokon műfajok és New Orleans városi kreol kultúrából származnak. Amellett azzal érvel, hogy a blues Mississippi-deltában való keletkezéséről szóló narratíva téves: a New Orleans-i kreol teljesítmények letagadása.

## Albumok
- Blue Beat (1984) as Chris Thomas
- The Beginning (1986) as Chris Thomas
- Cry of the Prophets (1990) as Chris Thomas
- Help Us, Somebody single (1993) as Chris Thomas
- Where the Pyramid Meets the Eye: A Tribute to Roky Erickson (1990)
- Simple (1993) as Chris Thomas
- 21st Century Blues... from da Hood (1994) as Chris Thomas
- Chris Thomas King (1997)
- Red Mud (1998)
- Whole Lotta Blues: The Songs of Led Zeppelin (1999)
- Me, My Guitar and the Blues (2000)
- O Brother, Where Art Thou? (soundtrack, 2000)
- Down from the Mountain (2001)
- The Legend of Tommy Johnson, Act 1: Genesis 1900s-1990s (2001)
- It's a Cold Ass World: The Beginning (2001)
- Dirty South Hip-Hop Blues (2002)
- A Young Man's Blues (2002)
- The Roots (2003)
- Along the Blues Highway (2003) + Blind Mississippi Morris
- Johnny's Blues: A Tribute to Johnny Cash (2003)
- Why My Guitar Screams & Moans (2004)
- Ray soundtrack (2004)
- Rise (2006)
- Live on Beale Street (2008)
- Antebellum Postcards (2011)
- Bona Fide (2012)
- Hotel Voodoo (2017)
- Angola (2020)

## Filmek
- O Brother, Where Art Thou? (2000), as Tommy Johnson
- The Soul of a Man (2003), as Blind Willie Johnson
- Ray (2004), as Lowell Fulson
- Kill Switch (2008) as detective Storm Anderson
- Imagination Movers (2010) as T-Bone Crosby
- Treme (2011) HBO series
- Quarry (TV series) (2016) as Blues Musician

### Dokumentumfilmek
- Last of the Mississippi Jukes (2003)
- Lightning in a Bottle (2004)
- The Soul of a Man (2003)
- 22nd Annual W.C. Handy Blues Awards (2001)
- Down from the Mountain (2000)
- Inside Look: Down from the Mountain (2000)

## Díjak
- 1984: A év albuma
- 2002: Grammy-díj
- 2023: (?) Country Music Awards (CMA)

## Fordítás
Ez a szócikk részben vagy egészben  a   Chris Thomas King című angol Wikipédia-szócikk ezen változatának fordításán alapul.  Az eredeti cikk szerkesztőit annak laptörténete sorolja fel. Ez a jelzés csupán a megfogalmazás eredetét és a szerzői jogokat jelzi, nem szolgál a cikkben szereplő információk forrásmegjelöléseként.